# Gaya Merbah
Gaya Merbah (en tifinagh : ⴳⴰⵢⴰ ⵎⴻⵔⴱⴰⵃ), né le 22 juillet 1994 à Tadmaït dans la wilaya de Tizi Ouzou, est un footballeur algérien jouant au poste de gardien de but à la JS Kabylie.

## Carrière

### Formation et débuts
Gaya Merbah commence à jouer au football à la JS Tadmait. Il déménage ensuite en 2012 pour jouer au NARB Réghaïa et en 2013 pour jouer avec les U21 de la JS Kabylie. 
Détecté par le RC Kouba, il rejoint les rangs de cette équipe en 2014. L'année suivante, il intègre le RC Arbaâ, pensionnaire de la Ligue 1 algérienne, et découvre enfin le haut niveau. Il joue 11 matchs en Ligue 1 avec cette équipe.
Il rejoint l'année suivante, le NA Hussein Dey, et malgré des débuts difficiles, il finit par gagner la place de gardien numéro un, la saison suivante.

### Raja Club Athletic (2022-2023)
Le 21 janvier 2022, Gaya Merbah paraphe un contrat de 3 ans et demi avec le Raja Club Athletic après avoir résilié son contrat avec le CR Belouizdad. Il est ainsi le premier à rejoindre la Botola depuis plus de vingt ans après que la FRMF a levé l’interdiction de recrutement des gardiens de but non-marocains. Merbah est également le deuxième gardien de but algérien à porter les couleurs du Raja après Nacerdine Drid durant la saison 1988-1989.
Le 22 février, il est élu Homme du match dès son premier match avec le Raja en déplacement face à la JS Soualem au titre de la 18e journée du championnat. En seconde mi-temps, il arrête un penalty et permet aux Verts, réduits à 10, d'aller chercher les trois points grâce à un but de Kadima Kabangu (0-1).
Le 6 mars, en déplacement contre la RS Berkane en championnat, l'arbitre siffle un penalty controversé à la 96e minute alors que le Raja est en tête grâce à deux buts de Mohsine Moutouali et Mohamed Zrida. Gaya arrête le penalty et est élu Homme du match (victoire 1-2),.  
Le 31 janvier 2023, dernier jour du mercato hivernal, il signe un contrat de prêt d'une durée de six mois avec l'Ittihad de Tanger.

### Retour à la JS Kabylie (depuis 2024)
Le 20 juin 2024, Gaya Merbah paraphe un contrat de cinq saisons, avec la JS Kabylie.
Le 18 septembre 2024, une journée avant le coup d'envoi du championnat d'Algérie 2024-2025, lors d'un match amical, face à l'US Biskra, au Stade Hocine-Aït-Ahmed de Tizi Ouzou, alors qu'il est le gardien numéro un et capitaine du club kabyle, Merbah est victime d'une grave blessure au tibia gauche (double fracture du tibia-péroné), causée par l'attaquant de l'USB Mohamed El Seddik Baâli. Cette agression annonce une fin de saison pour Merbah, avant même qu’elle ne commence. Le 23 avril 2025, il effectue sa première séance d’entraînement collectif, avec ses coéquipiers, après une absence de sept mois. Ce retour aux entraînements collectifs ne lui permet pas de jouer les sept dernières rencontres du championnat ni même d’être convoqué ratant ainsi la totalité de la saison footballistique 2024-2025.

## Vie personnelle
Gaya Merbah est le frère jumeau du footballeur Messala Merbah et le cousin du footballeur Abdelmalek Merbah.

## Statistiques

### En club
| Saison                | Club                  | Championnat           | Championnat | Championnat | Coupe(s) nationale(s) | Coupe(s) nationale(s) | Compétition(s) continentale(s) | Compétition(s) continentale(s) | Compétition(s) continentale(s) | Total | Total |
| Saison                | Club                  | Division              | M.          | B.          | M.                    | B.                    | Comp.                          | M.                             | B.                             | M.    | B.    |
| 2015-2016             | RC Arba               | Ligue 1               | 11          | 0           | 2                     | 0                     | -                              | -                              | -                              | 13    | 0     |
| 2016-2017             | NA Hussein Dey        | Ligue 1               | 6           | 0           | 3                     | 0                     | -                              | -                              | -                              | 9     | 0     |
| 2017-2018             | NA Hussein Dey        | Ligue 1               | 24          | 0           | 1                     | 0                     | -                              | -                              | -                              | 25    | 0     |
| 2018-2019             | NA Hussein Dey        | Ligue 1               | 13          | 0           | 3                     | 0                     | C2                             | 6                              | 0                              | 22    | 0     |
| Sous-total            | Sous-total            | Sous-total            | 43          | 0           | 7                     | 0                     | -                              | 6                              | 0                              | 56    | 0     |
| 2019-2020             | CR Belouizdad         | Ligue 1               | 14          | 0           | 0                     | 0                     | C2                             | 4                              | 0                              | 18    | 0     |
| 2020-2021             | CR Belouizdad         | Ligue 1               | 12          | 0           | -                     | -                     | C1                             | 4                              | 0                              | 16    | 0     |
| 2021-2022             | CR Belouizdad         | Ligue 1               | 2           | 0           | -                     | -                     | C1                             | 4                              | 0                              | 6     | 0     |
| Sous-total            | Sous-total            | Sous-total            | 28          | 0           | 0                     | 0                     | -                              | 12                             | 0                              | 40    | 0     |
| 2021-2022             | Raja CA               | Botola Pro            | 5           | 0           | 2                     | 0                     | -                              | -                              | -                              | 7     | 0     |
| 2022-2023             | Raja CA               | Botola Pro            | 2           | 0           | -                     | -                     | C1                             | 1                              | 0                              | 3     | 0     |
| Sous-total            | Sous-total            | Sous-total            | 7           | 0           | 2                     | 0                     | -                              | 1                              | 0                              | 10    | 0     |
| 2022-2023             | IR Tanger             | Botola Pro            | 14          | 0           | 1                     | 0                     | -                              | -                              | -                              | 15    | 0     |
| 2023-2024             | IR Tanger             | Botola Pro            | 24          | 0           | 1                     | 0                     | -                              | -                              | -                              | 25    | 0     |
| Sous-total            | Sous-total            | Sous-total            | 38          | 0           | 2                     | 0                     | -                              | -                              | -                              | 40    | 0     |
| 2024-2025             | JS Kabylie            | Ligue 1               | -           | -           | -                     | -                     | -                              | -                              | -                              | 0     | 0     |
| Total sur la carrière | Total sur la carrière | Total sur la carrière | 127         | 0           | 13                    | 0                     | -                              | 19                             | 0                              | 159   | 0     |

## Palmarès

### En club
CR Belouizdad
- Championnat d'Algérie (2) :
  - Champion : 2019-2020 et 2020-2021.

### Distinction personnelle
- Aigle du mois pour le meilleur joueur du Raja CA en mars 2022.